# Internationaal recht
Internationaal recht, internationaal publiekrecht, volkenrecht of volkerenrecht, is recht dat geldt tussen staten onderling. Binnen het internationaal recht vormt het Europees recht een zodanig eigen categorie dat de bestudering ervan een zelfstandige discipline is.
Internationaal recht mag niet worden verward met rechtsvergelijking, waarbij verschillend nationaal recht met elkaar wordt vergeleken.

## Internationaal privaatrecht
Hoewel internationaal privaatrecht ook onderdeel uitmaakt van het internationaal recht, wordt meestal het internationaal publiekrecht bedoeld als over internationaal recht gesproken wordt. Het internationaal privaatrecht omvat de regels die binnen een nationaal rechtsbestel moeten worden toegepast om te kunnen bepalen welk recht van toepassing is op een (privaatrechtelijke) aangelegenheid waarbij personen van meerdere nationaliteiten betrokken zijn.

## Internationaal publiekrecht
Als rechtssubject van het internationale recht gelden in de eerste plaats staten. Het is het recht van de staten onderling. Daarnaast bezitten van oudsher een aantal internationale organisaties zoals de Maltezer orde en de Heilige Stoel internationale rechtssubjectiviteit. Dit geldt ook voor het Rode Kruis.
In de twintigste eeuw is men daarnaast in bepaalde gevallen ook natuurlijke personen en rechtspersonen gaan rekenen tot subjecten van internationaal recht. Hierbij kan gedacht worden aan personen die, verdacht van oorlogsmisdrijven, berecht worden voor internationale hoven, zoals bij de Neurenbergse processen of voor het Joegoslavië-tribunaal.

## Handhaving
In het volkenrecht ontbreekt in de meeste gevallen een orgaan dat de regels kan handhaven en dus kan optreden tegen schending van de regels. Staten zullen dan zelf maatregelen moeten treffen, bijvoorbeeld door het treffen van sancties, zoals een handelsboycot. Dergelijke unilaterale vormen van rechtshandhaving komen feitelijk neer op eigenrichting, een vorm van rechtshandhaving die in het nationale recht doorgaans niet toegestaan is. Is sprake van een (dreigende) schending van de internationale vrede en veiligheid, dan is er wel een internationaal orgaan bevoegd om op te treden, namelijk de Veiligheidsraad van de Verenigde Naties. Dit orgaan kan dan dwangmaatregelen treffen. Die zijn bindend voor alle staten en kunnen onder andere het inzetten van troepen inhouden.
Er is ook een aantal internationale gerechtshoven die door staten dan wel in het algemeen dan wel ten aanzien van een bepaald geschil of misdrijf worden erkend, waaronder:
- het Permanent Hof van Arbitrage, arbitrage van internationale geschillen, Verdrag voor de vreedzame beslechting van internationale geschillen
- het Internationaal Gerechtshof, geschillen tussen staten, een van de zes hoofdorganen van de VN volgens het Handvest van de Verenigde Naties
- het Internationaal Strafhof, vervolging van individuen, statuut van Rome

## Rechtsbronnen
Het internationaal publiekrecht kent verschillende rechtsbronnen. Een uitputtende lijst bestaat niet, maar aangenomen wordt dat de bronnen die in het Statuut van het Internationale Gerechtshof genoemd worden een weerspiegeling vormen van de internationale rechtsbronnen. In artikel 38 van het Statuut worden genoemd:
- Internationale verdragen;
- Internationale gewoonterecht (Engels: Customary international law);
- De door beschaafde naties erkende algemene rechtsbeginselen;

Als hulpmiddelen noemt artikel 38 ook nog twee subsidiaire bronnen:
- Rechterlijke beslissingen;
- De opvattingen van de meest bevoegde schrijvers der verschillende naties;

Als alternatieve rechtsbron voegt lid 2 van artikel 38 toe:
- Ex aequo et bono (het billijkheidsbeginsel).

Daarnaast gelden besluiten van internationale organisaties ook als rechtsbron voor de staten die partij zijn bij de betreffende organisatie. Ook worden eenzijdige handelingen en verklaringen van staten vaak als rechtsbron genoemd. Het internationaal gerechtshof heeft deze bron in de Franse kernproef-zaak onder voorwaarden erkend, daarbij is voornamelijk doorslaggevend of een staat de bedoeling had zichzelf aan zijn verklaring te binden.
Naast deze bronnen wordt er ook een verschil gemaakt naar het karakter van de bronnen. Sommige bronnen hebben daarbij een karakter dat afwijkt van de normale regels, het gaat daarbij om onder andere:
- Ius cogens. Artikel 53 Weens Verdragenverdrag omschrijft een ius cogens-norm als: een norm die aanvaard en erkend is door de internationale gemeenschap van Staten in haar geheel als een norm, waarvan geen afwijking is toegestaan en die slechts kan worden gewijzigd door een latere norm van algemeen volkenrecht van dezelfde aard. Het gaat hier dus om dwingend recht.
- Erga omnes. In de Barcelona Traction-zaak maakt het Internationaal Gerechtshof dit verschil tussen verplichtingen die een staat alleen bindt in relatie tot een andere staat en verplichtingen van staten die tegenover iedereen (erga omnes) gelden.[3]

Van deze bronnen spelen verdragen de belangrijkste rol, omdat het staten (en internationale organisaties) de mogelijkheid geeft zo nauwkeurig mogelijk afspraken vast te leggen. In veel opzichten lijkt een verdrag dan ook op een contract in de nationale rechtsorde. 
In de meeste landen moet een internationaal verdrag door de volksvertegenwoordiging uitdrukkelijk of stilzwijgend worden goedgekeurd. Daarna vindt ratificatie door de staat zelf plaats. Daarna zijn de verdragsstaten zowel intern (tegenover de burgers) als extern (tegenover de andere verdragsstaten) gebonden.
Staten kunnen echter ook gebonden worden aan andere normen dan verdragen. De meest voorkomende is het gewoonterecht, een bron die in het Nederlands recht een veel geringere rol heeft.

## Geschiedenis van het internationaal recht
Hoewel er van internationaal publiekrecht in de moderne zin pas echt kan worden gesproken vanaf ongeveer de 16e eeuw, gaan veel rechtshistorici terug tot de Griekse en Romeinse tijd, waarbij de oorsprong van het moderne volkenrecht wordt gezocht in het Griekse publiekrecht en het Romeinse concept van ius gentium, het recht dat de betrekkingen tussen Romeinse en niet-Romeinse burgers regelde.
Pas sinds de Vrede van Münster in 1648 (waarin het principe van de staatssoevereiniteit zou zijn neergelegd) wordt echt gesproken van internationaal recht. Hoewel dit feitelijk niet het geval is, is het moderne begrip van staatssoevereiniteit wel pas sinds de laatste helft van de zeventiende eeuw tot ontwikkeling gekomen. Op dit begrip is het gehele moderne volkenrecht gestoeld.
Niettemin kunnen de eerste aanzetten tot ontwikkeling van dit begrip al eerder worden aangetroffen, en wel in de werken van de Spaanse theologen Francisco de Vitoria (1480-1546) en Francisco Suárez (1548-1617) en vooral de Spaanse jurist Fernando Vazquez de Menchaca (1512-1569) uit de 16e eeuw. In 1625 volgt Hugo Grotius met zijn De iure belli ac pacis, de eerste systematische uiteenzetting van het volkenrecht, vooral gericht op het recht van oorlog en vrede. Grotius is echter ook belangrijk daar hij het volkenrecht gedeeltelijk ontdoet van zijn natuurrechtelijke basis, en erkent dat staten onderling ook recht kunnen creëren (ius voluntarium).
In de 17e en 18e eeuw bleef in de wetenschap vooral het natuurrecht dominant, onder andere in de geschriften van Samuel von Pufendorf en Christian Wolff, maar in de tweede helft komt er een kentering in de richting van het positivisme, dat de juridische doctrine afleidt uit de statenpraktijk in plaats van uit algemene categorieën of axioma's. Daarnaast kwam het internationale recht tijdens de 18e eeuw steeds meer onder druk te staan vanwege de gespannen verhoudingen tussen grootmachten zoals Frankrijk, Pruisen, Groot-Brittannië, Rusland en Oostenrijk. De spanning tussen de principes van het recht en de noodzaak van machtspolitiek komt goed naar voren in Emer de Vattels Du Droit des Gens (1758). Immanuel Kant pleit daarom aan het einde van de eeuw in zijn geschriften Zum ewigen Frieden (1795) en de Metaphysik der Sitten (1797) voor een nieuwe basis voor het volkenrecht.
Vanaf 1850 is op deelgebieden de opkomst van internationale organisaties waar te nemen. Er wordt gestreefd naar geschillenbeslechting en bepaalde regels van internationaal gewoonterecht worden gecodificeerd. Maar in de politieke praktijk viert het nationalisme hoogtij. Er is dan ook veel verzet als de Russische tsaar in 1899 en 1907 de Haagse vredesconferenties bijeenroept. Beperkingen aan het oorlogsrecht en internationale arbitrage zijn echter wel eerste stappen op de ontwikkelingen van de 20e eeuw.
Na de Eerste Wereldoorlog werd een poging gedaan om het internationale recht een nieuwe basis te geven, wat echter niet mogelijk bleek. Het Handvest van de Verenigde Naties (1945) bevestigde de internationale juridische verhoudingen waarin het staatssoevereiniteitsbegrip centraal bleef staan.
In de geschiedenis van het volkenrecht zijn (vooral volgens enkele Duitse auteurs zoals Wilhelm Grewe en Karl-Heinz Ziegler) verschillende periodes te onderscheiden, zoals het Spaanse tijdvak (1494-1648), het Franse tijdvak (1648-1789/1815), het Engelse tijdvak (1789/1815-1919) en de moderne tijd, beheerst door de Verenigde Staten.
Vaak zijn nieuwe tijdvakken in deze geschiedenis verbonden aan grote verdragen, die de nieuwe verhoudingen voor onbepaalde tijd vastleggen. Zo zijn er de eerdergenoemde verdragen van Westfalen (1648), de verdragen van Rijswijk (1697) en Utrecht (1713), Wenen (1814-1815), Versailles (1919) en San Francisco (Handvest van de Verenigde Naties, 1945).

### Grondleggers
- Hugo de Groot
- Gottfried Wilhelm Leibniz
- Samuel von Pufendorf
- Emer de Vattel